# Cyberstalking
Cyberstalking (pronuncia IPA: /'saiberstolking/ in italiano, /'saɪ.bəˌstɔːkɪŋ/ in inglese) è un termine utilizzato per definire quei comportamenti che, attraverso l'uso delle nuove tecnologie e della comunicazione mediata dal computer, vengono messi in atto da offensori definiti cyberstalker con lo scopo di perseguitare le vittime per mezzo di richieste di contatto petulanti e invio di messaggi sgraditi, spesso contenenti minacce e offese. L'obiettivo del cyberstalker è quello di infastidire e/o molestare la vittima prescelta. Questi comportamenti indesiderati sono perpetrati online e causano intrusioni nella vita digitale di un individuo, oltre a impattare negativamente il benessere mentale ed emotivo di una vittima, così come il loro senso di sicurezza e protezione online.
Il cyberstalking è pertanto un atto violento contro la persona e la sua libertà personale, perpetrato a distanza, non in presenza fisica della vittima e dell'offensore, ma non per questo meno grave e insidioso della sua controparte offline, lo stalking, con cui concettualmente presenta alcune similarità.
Il termine cyberstalking deriva dalla prefissazione del termine stalking con il confisso cyber, intendendosi in tal modo l'esercizio della pratica dello stalking condotta con mezzi informatici.

## Definizione di cyberstalking
Il primo utilizzo in un documento pubblico del termine, è riscontrato all’interno del Report on Cyberstalking, redatto nel 1999 dal Procuratore Generale Janet Reno su richiesta dell’allora Vicepresidente USA Al Gore. Con il termine cyberstalking “ci si riferisce generalmente all'uso di internet, della posta elettronica o di altri dispositivi elettronici per perseguitare un'altra persona (to stalk another person) per mezzo di comportamenti molesti e/o minacciosi che un individuo mette in atto ripetutamente, come ad esempio seguire una persona, presentarsi inaspettatamente a casa o sul posto di lavoro della stessa, vandalizzare oggetti di proprietà della vittima”. Reno cita anche quello che sembrerebbe essere stato il primo caso di condanna di un cyberstalker e cioè di un uomo californiano, ex guardia di sicurezza, che per il tramite di internet aveva sollecitato lo stupro di una donna, rea di avere rifiutato le sue avances agite nel mondo reale. Sostituendosi alla sua vittima aveva pubblicato su alcuni siti "dedicati" l'indirizzo e il numero di telefono della donna, oltre ad un messaggio in cui fantasticava di essere violentata. In almeno sei occasioni degli sconosciuti si presentarono a casa della donna dichiarandosi disposti ad aderire alle sue richieste. La ex guardia di sicurezza ha poi patteggiato la pena autoaccusandosi di stalking e incitazione alla violenza sessuale. 
Il primo utilizzo in una pubblicazione scientifica risale al 2002, che così recita:  “il cyberstalking comprende una serie di comportamenti attraverso i quali un singolo soggetto, un gruppo di individui oppure una organizzazione, avvalendosi della comunicazione mediata dal computer, molesta altri soggetti, gruppi di individui oppure organizzazioni. Questi comportamenti includono, a titolo esemplificativo e non esaustivo, la trasmissione di minacce e di false accuse, il danneggiamento di dati oppure dei dispositivi elettronici, il furto di identità, il furto dei dati, il monitoraggio delle attività poste in essere dai soggetti molestati per mezzo del computer o di altri dispositivi elettronici, le molestie ai minori per scopi sessuali e qualsiasi forma di aggressione verbale. La molestia è da intendere come quel comportamento che una persona ragionevole, potendolo commettere, non commetterebbe poiché consapevole del fatto che la persona destinataria di tale comportamento, potrebbe ragionevolmente manifestare distress emotivo”. Ma soprattutto “sebbene correlato allo stalking e ad altre forme di molestia, il cyberstalking è una nuova forma di comportamento deviante di cui si sa relativamente poco”.

### Confronto con lo stalking
Cyberstalking e stalking consistono entrambi nella ripetuta messa in atto da parte di singoli individui oppure congiuntamente ad altri, di comportamenti intenzionali e non autoregolati, nei confronti di una o più vittime, tali da ingenerare in queste la credenza di essere ossessivamente seguite e osservate, e stimolare pertanto uno stato mentale di fastidio, preoccupazione e finanche paura per la propria incolumità o per quella di persone o animali verso le quali la vittima è legata affettivamente
Il fastidio o la preoccupazione possono anche riguardare semplicemente il fatto che la vittima si senta in un qualche modo a disagio oppure impedita della libertà di condurre serenamente e come d'abitudine il proprio percorso di vita
Il termine stalking non è una definizione scientifica, ma l'invenzione riuscita di uno sconosciuto titolista di tabloid, una tipologia di giornali molto diffusi nei paesi di cultura e lingua anglosassone e rivolti ad un pubblico culturalmente poco esigente, maggiormente interessato ad argomenti che spaziano dalle notizie locali allo sport ma in particolare fatti criminosi e gossip sulle celebrità o presunte tali. 
Uno stalking horse era nell'uso letterale un cavallo avvolto in bardature e addestrato per consentire a un uccellatore di nascondersi dietro di esso per catturare la selvaggina; in senso figurato era una persona che agiva in un determinato modo per nascondere il suo reale scopo. 
L'utilizzo del termine stalking associato a un comportamento violento e criminale risale all'indomani del 18 luglio 1989, giorno in cui a Hollywood (Los Angeles) venne commesso un efferato omicidio ai danni di Rebecca Schaeffer, una nota attrice cinematografica e televisiva, da parte di un fan squilibrato che la perseguitava da anni. 
Una traduzione non letterale del termine stalking è molestia, cioè l'atto di "infastidire con atti, parole, comportamenti indesiderati e sgradevoli" ma anche "fare oggetto di attenzioni sessuali non desiderate" e infine "impedire la prosecuzione tranquilla di un'azione, disturbare lo svolgimento normale di un'attività e simili".

## Classificazione tipologica del cyberstalking
Il cyberstalking (o cibermolestia ossessiva) è una delle classificazioni tipologiche dei cibercrimini formata da quattro categorie:
- ciberviolazione (cybertrespass) – accesso non autorizzato a computer o reti e il loro monitoraggio;
- ciberfrode (cyberdeception) – acquisizione di dati senza autorizzazione. Comprende il furto di identità digitale, i reati contro il patrimonio, il download illegale di musica, libri o film e di altro materiale protetto da copyright;
- ciberpornografia e ciberoscenità (cyberpornography e cyberobscenity) – nel primo caso si tratta della diffusione di immagini raffiguranti atti sessuali mentre nel secondo caso della diffusione di oscenità non necessariamente di natura pornografica. In entrambi i casi il comportamento deve causare danni materiali e/o immateriali a persone, animali e cose;
- ciberviolenza (cyberviolence) – ogni atto compiuto in rete che provoca danni materiali e/o immateriali a un individuo o gruppo e che non rientra nelle categorie prima esposte. Le sottocategorie più comuni sono il ciberbullismo (cyberbullying), le cibermolestie (cyberharassment) e le cibermolestie ossessive[7].

Ad oggi non esiste tra i ricercatori un ampio consenso su cosa si intende con il termine cyberstalking, e più in particolare quali comportamenti di natura violenta devono essere compresi all'interno di questa categoria. Il massimo accordo è sulla definizione:  "il cyberstalking è l'utilizzo di internet da parte di un offensore per molestare una vittima due o più volte e contro il volere della stessa.

## Il cyberstalking come reato
Dal punto di vista giuridico, il reato di cibermolestie ossessive trova collocazione nel nostro ordinamento all'interno del Titolo XII del Codice Penale (dei delitti contro la persona), Capo III (dei delitti contro la libertà individuale), Sezione III (dei delitti contro la libertà morale) all'articolo 612 bis (atti persecutori).
Tale articolo è stato introdotto con decreto-legge 23 febbraio 2009 n. 11 e successivamente convertito in legge il 23 aprile 2009 – legge n. 38/2009. 
Negli anni a seguire sono state apportate diverse integrazioni e/o modificazioni ma l'intenzione originaria del legislatore era quella di disciplinare esclusivamente il reato di molestie ossessive, definite dal legislatore atti persecutori.
Conseguentemente a due decisioni dei giudici di legittimità, i quali avevano ritenuto idoneo configurare il delitto di atti persecutori anche con l'invio tramite Facebook di ripetuti messaggi contenenti minacce e ingiurie ovvero molestie con esplicito contenuto sessuale, il legislatore, preso atto che le cibermolestie ossessive non sono meno rilevanti dello molestie ossessive, ha modificato, con la legge n. 119 del 2013 – legge contro il "femminicidio" – il precedente dispositivo e in particolare il secondo comma, definendo l'aumento della pena se il fatto fosse stato commesso attraverso strumenti informatici o telematici, quindi non considerando le cibermolestie ossessive come una nuova fattispecie di reato bensì come una circostanza aggravante del sottostante reato di molestie ossessive (ibid.). Tale per cui, ad oggi, per il nostro ordinamento, con il termine cibermolestie ossessive si intendono gli atti persecutori "commess[i] attraverso strumenti informatici o telematici" in modo reiterato e consistenti in molestie e/o minacce tali da "cagionare un perdurante e grave stato di ansia o di paura ovvero da ingenerare un fondato timore per l'incolumità propria o di un prossimo congiunto o di persona al medesimo legata da relazione affettiva ovvero da costringere lo stesso ad alterare le proprie abitudini di vita".

## Criminologia del cyberstalking
Dal punto di vista criminologico, l'episodio di cibermolestie ossessive è caratterizzato soprattutto da: 
- intenzione malevola da parte dell'offensore originatesi per vendetta, per ritorsione ma anche per il puro piacere di infliggere fastidio e/o sofferenza oppure l'indifferenza manifestata, al di là della intenzionalità malevola, circa le conseguenze che la propria petulanza e insistenza provoca sulla vittima;
- una qualche forma di premeditazione o comunque l'ostinazione spesso ossessiva a proseguire il comportamento molesto sia dopo essere stato sollecitato a porre fine alla molestia sia di propria sponte, per incapacità di autoriflessione e di autoregolazione;
- ripetitività dell'atto molesto[3]

## Vittimologia - la vittimizzazione da cyberstalking
Dal punto di vista vittimologico, la molestia ossessiva e la cibermolestia ossessiva sono entrambe caratterizzate dalla "sensazione incresciosa di pena, di tormento, di incomodo, di disagio, di irritazione, provocata da persone o cose e in genere da tutto ciò che produce un turbamento del benessere fisico o della tranquillità spirituale".

## Evoluzione del cyberstalking: dal web 1.0 al web 2.0
Sorto negli anni '90 del secolo scorso, il fenomeno delle cibermolestie ossessive è stato inizialmente considerato come la semplice controparte virtuale delle molestie ossessive, prevedendo pertanto un molestatore ossessivo dedito anche a pratiche di cibermolestie ossessive piuttosto che un cibermolestatore puro. Di ciò era complice il web 1.0, poco adatto per via dei suoi applicativi user unfriendly a rappresentare un autonomo contesto e fornire efficaci opportunità per la messa in atto esclusiva di cibermolestie, in particolare ossessive.
Con l'avvento del web 2.0 o social web, i social media hanno rappresentato un'opportunità di implementare comportamenti violenti altrimenti poco diffusi o facilmente soggetti a deterrenza. La ricerca ne aveva attenzionati alcuni, come l'invadenza relazionale ossessiva (obsessive reational intrusion o ORI) che con l'avvento dei social media ha vissuto una nuova stagione. Con tale definizione si fa riferimento alla petulante invadenza subita da una vittima all'interno del proprio spazio privato (privacy), sia esso fisico che virtuale o simbolico, da parte di un conoscente o di un estraneo, il quale desidera oppure presume a torto una relazione intima o più intima rispetto a quella assegnatagli dalla vittima.
Un'altra tipologia di comportamenti violenti è data dal fenomeno della espressione d'odio (hate speech o cybertrolling). Con tale definizione si fa riferimento all'attività di soggetti che postano commenti offensivi non solo per umiliare o provocare risentimento a terzi, ma anche per generare una discussione violenta che coinvolga più utenti e prenda di mira uno specifico bersaglio. Celandosi come i cibermolestatori dietro l'anonimato di un nickname, i cybertroll si accaniscono nei confronti di personaggi noti e meno noti per esprimere il loro risentimento circa affermazioni o giudizi espressi da questi personaggi, per il tramite di offese, ingiurie e in molti casi minacce di morte.
Il fenomeno ha avuto una diffusione tale da diventare oggetto di studio da parte di psichiatri e analisti comportamentali i quali hanno individuato alla base di queste condotte sentimenti di rabbia e frustrazione, il più delle volte derivanti da situazioni personali particolarmente traumatiche - un licenziamento o un divorzio - ma anche vere e proprie psicopatologie, come narcisismo, sadismo, disturbi della personalità.
Rabbia e frustrazione sono anche alla base di molte cibermolestie il cui scopo principale era quello di instaurare una relazione intima – duratura o di brevissima durata – ma che non hanno trovato riscontro nella reazione della vittima.